# L'homme armé
L'homme armé é uma canção francesa secular da Renascença do Século XV. Foi a canção mais popular usada em diversos arranjos do cantus firmus por vários compositores. A sua melodia foi usada como cantus firmus de arranjos polifônicos do ordinário da Missa.

## Partitura, texto e tradução
| Origem: França | Português |
| --- | --- |
| L'homme, l'homme, l'homme armé, L'homme armé L'homme armé doibt on doubter, doibt on doubter. On a fait partout crier, Que chascun se viengne armer D'un haubregon de fer. | O homem, O homem, O homem armado, O homem armado O homem armado será temido, será temido. Em todos os lugares já foi proclamado Que todo homem deverá se armar Com a armadura de ferro. |

Logicamente nos arranjos de missa o texto secular, acima, não era usado. O compositor sempre estava pronto para mostrar o seu talento criando uma nova música, instrumental ou, se com partes vocais, usaria um texto de acordo com o estilo, secular ou litúrgico, novo ou que outros já houvessem usado; adaptaria o texto ao seu novo arranjo.

O foco era sempre na melodia, rearranjar uma melodia popular existente, dando a ela uma sonoridade totalmente nova e diferente, ou criando uma melodia nova para alguma festividade. No caso do Homem Armado, a música somente é que foi reusada diversas vezes, não o texto. O texto mudaria por completo, e em alguns arranjos, a sonoridade mudou totalmente também, com o andamento, a dinâmica, a instrumentação, restanto pouco para o ouvido leigo notar qualquer semelhança de outra versão desta mesma melodia.

## Compositores
Entre alguns dos compositores importantes de Missa que se basearam nesta melodia, se encontram:
- Guillaume Dufay [1]
- Josquin des Préz [2]
- Johannes Ockeghem [3]